# Celena Pieper
Celena Pieper (* 28. Dezember 1995) ist eine deutsche Musicaldarstellerin.

## Karriere
Pieper wurde im Dezember 1995 geboren. Sie studierte am Institut für Musik der Hochschule Osnabrück Musical und schloss dieses 2019 ab.
Bereits 2016 nahm Pieper an der sechsten Staffel von The Voice of Germany teil. Sie schaffte es in das Team von Michi und Smudo von den Fantastischen Vier. In der darauffolgenden Runde schied sie jedoch aus.
Bereits während ihres Studiums war Pieper regelmäßig auf der Musicalbühne zu sehen. Nach ihrem Abschluss feierte sie ihr professionelles Bühnendebüt an der Freilichtbühne von Tecklenburg. Von 2019 bis 2020 war Pieper als Zweitbesetzung Sarah sowie als Swing in Tanz der Vampire in Oberhausen zu sehen.
Von November 2021 bis Oktober 2023 spielte Pieper im Theater an der Elbe in Hamburg die Hauptrolle der Anna in Die Eiskönigin – Das Musical. Das Musical basiert auf dem gleichnamigen Animationsfilm.
Im Sommer 2024 war sie in Tecklenburg bei den Freilichtspielen in den Musicals Mamma Mia! und 3 Musketiere zu sehen.
Ab Februar 2025 wird sie im Catch Me If You Can (Musical) am Stadttheater Bremerhaven die Rolle der Brenda Strong verkörpern. 

## Rollen (Auswahl)
- 10/2019–03/2020: Tanz der Vampire als Zweitbesetzung Sarah / Swing, Metronom Theater, Oberhausen
- 2020: This is the Greatest Show (Tour-Produktion), Semmel Concerts & Sound of Music Concerts, Showman-Singer
- 11/2021–10/2023: Die Eiskönigin – Das Musical als Anna, Theater an der Elbe, Hamburg
- Sommer 2024: Mamma Mia! (Musical) als Sophie, Tecklenburg
- Sommer 2024: 3 Musketiere als Constance, Tecklenburg
- Ab 02/2025: Catch Me If You Can als Brenda Strong, Stadttheater Bremerhaven
- 08/2025: Elisabeth als Gräfin Sztáray, Festspielhaus Neuschwanstein Füssen
- 12.August 2025: Elisabeth als Elisabeth, Festspielhaus Neuschwanstein Füssen